# Whisky Galore (novela)
Whisky Galore es una novela escrita por el autor escocés Compton Mackenzie y publicada en 1947. Fue adaptada al cine pocos años después de su publicación, en 1949, con el título de Whisky Galore! El libro tuvo una muy buena acogida, vendió varios millones de copias y se ha reimpreso varias veces.

## Argumento
Durante la Segunda Guerra Mundial, el carguero S.S. Cabinet Minister naufraga frente a un remoto archipiélago ficticio de Escocia, Great Todday y Little Todday, con cincuenta mil cajas de whisky a bordo. Debido al racionamiento bélico, los sedientos isleños casi se habían quedado sin el «agua de la vida» y lo ven como una bendición inesperada. Consiguen rescatar varios cientos de cajas antes de que el barco se hunda. Pero deben frustrar los intentos de las autoridades de recuperar el licor, en particular los del despistado y pomposo capitán de la Home Guard, Paul Waggett. Así se desata una lucha de ingenio y un juego del gato y el ratón entre los lugareños y las autoridades.
Aunque el naufragio, el robo de las botellas de whisky y los intentos de los isleños de que la policía no recupere las botellas son el centro de la trama, también hay muchos detalles de fondo sobre la vida en las Hébridas Exteriores, incluyendo, por ejemplo, los choques culturales entre la isla protestante de Great Todday y la isla católica de Little Todday (ambas ficticias). De hecho Mackenzie basó la geografía de estas islas en las verdaderas Barra y Eriskay, respectivamente, pero en la vida real ambas son islas predominantemente católicas. Hay varias subtramas en la historia, incluyendo la de dos parejas que planean casarse.
La prosa de Mackenzie capta los diversos acentos de la zona y también incluye gran parte del gaélico común de la época. El libro incluye un glosario tanto del significado como de la pronunciación aproximada del idioma.

## Orígenes de la historia
La historia se basó en un incidente real ocurrido en 1941 en la isla de Eriskay, en las Hébridas, cuando el SS Politician encalló con un cargamento que incluía 28.000 cajas de whisky de malta, así como otros productos comerciales, con destino a Jamaica y Nueva Orleans. Los archivos oficiales publicados por los Archivos Nacionales muestran que también transportaba dinero en efectivo. En total, había casi 290.000 billetes de diez chelines, que equivaldrían a varios millones de libras al precio actual. No todo esto se recuperó del naufragio.
Mackenzie escribió la novela mientras residía en la isla de Barra, en su casa cerca del aeropuerto de la isla. La casa, llamada Suidheachan, que en gaélico significa «lugar para sentarse», fue construida en 1935 y está catalogada como Categoría B. Aparentemente Mackenzie basó los elementos negativos del personaje del capitán Paul Waggett en el Dr. Bartlett, un conocido suyo, como una especie de acto de venganza personal.

## Adaptaciones

### Películas
La novela se adaptó por primera vez en 1949 como Whisky Galore!, una película de comedia británica producida por Estudios Ealing, protagonizada por Basil Radford, Bruce Seton, Joan Greenwood y Gordon Jackson. Fue el debut como director de Alexander Mackendrick; el guion fue del propio autor, Compton Mackenzie, una adaptación de su novela, y de Angus MacPhail.
En 2016 se estrenó una nueva versión de la película de 1949.

### Teatro
Una adaptación teatral de la novela, autorizada por la Sociedad de Autores (los administradores del patrimonio literario de Compton Mackenzie) y escrita por Paul Godfrey, se estrenó como espectáculo de bar en el Teatro Perth a finales de los años ochenta. Esta adaptación, presentada al estilo de una transmisión radiofónica de los años cuarenta, cuenta con cuatro actores de la BBC Radio Rep y un director de estudio que crean todas las localizaciones, personajes y efectos de sonido como si se tratara de una transmisión de radio en directo. Esta versión también fue producida por el Teatro Mull a finales de los años noventa, principios de los 2000 y en 2014, y estuvo de gira por teatros de toda Escocia.
Otra adaptación de la novela fue puesta en escena por la Brunton Theatre Company, Musselburgh, bajo la dirección de Charles Nowosielski, en octubre de 1989.
Una versión musical de la novela, titulada Whisky Galore – ¡Un musical!, se representó en el Teatro del Festival de Pitlochry (Escocia) en 2009 y 2011. El libro fue adaptado por Shona McKee McNeil y la música fue compuesta por Ian Hammond Brown. Iain Finlay MacLeod adaptó la novela al gaélico para el teatro, titulada Uisge-Beatha Gu Leòr, para una coproducción de 2015 entre A Play A Pie y A Pint en Òran Mór, Robhanis y el Teatro Nacional de Escocia.